# La hija de nadie
La hija de nadie es una telenovela venezolana de 1981, original de José Simón Escalona y basada en la radionovela El pequeño Lord de Olga Ruilópez, y producida por RCTV. 
ESta historia también contaba con libretos de José Luis Contreras, Josefina Jordán, Carmelo Castro y Freddy Salvador, y fue protagonizada por Hazel Leal y Javier Vidal con la actuación antagónica de la primera actriz Yajaira Orta, como la perversa Lady Lynn.
Como nota curiosa esta telenovela originalmente iba a ser llamada Su primer amor.
Se retransmitió en 1987 en el horario de las 14:30 h y se usó como cortina musical el tema Quisiera creer de Humberto Záraga.

## Trama
Marian (Hazel Leal) es una joven huérfana quien vive cerca del mar. Ella cuida de un niño también huérfano que recibe el nombre de Grumete, ya que el protector de Marian es un viejo capitán dueño de un barco. Lord Alfred Kendall (Javier Vidal), un aristócrata, se lleva al niño y a Marian a su castillo, porque el niño es en realidad William Kendall, un pariente de Lord Kendall. Marian y Lord Kendall se enamoran a pesar de pertenecer a estamentos distintos. Lady Lynn (Yajaira Orta), quien está comprometida con Lord Kendall, trata de hacer la vida imposible a Marian. 
Posteriormente, Marian resultó ser hija de un duque (interpretado por Carlos Márquez), Lady Lynn muere de tuberculosis y finalmente Marian y Lord Kendall pueden estar juntos.

## Elenco
- Hazel Leal ... Mariam
- Javier Vidal ... Lord Alfred Kendall
- Yajaira Orta ... Lady Lynn
- Julio Alcázar ... Sir Henry Williams
- Laura Brey ... Prim
- Mahuampi Acosta ... Mrs. Rita
- Dilia Waikkarán ... Gina, la mujer del velo
- Liliana Durán ... Miss Janet
- Guillermo Carrasco
- Carlos Márquez
- Julie Restifo
- Arturo Calderón
- Argenis Chirivela ... Sir Becker
- Leopoldo Regnault ... Sutherland
- Agustina Martín ... Lady Agatha
- Loly Sánchez ... Cinthya
- Manolo Manolo
- Pedro Espinoza

## Versiones
- En 1984 la cadena Televisa en México realizó una versión titulada "Sí, mi amor", protagonizada por Edith González y Leonardo Daniel.

- En 1999 Televisa realizó otra versión titulada "El niño que vino del mar", producida por Mapat L. Zatarain y protagonizada por Natalia Esperón y Enrique Ibáñez.

- Datos: Q5966921